# ジャスティン・マルティネス (野球)
ジャスティン・マルティネス（Justin Martínez, 2001年7月30日 - ）は、ドミニカ共和国モンセニョール・ノウエル州ボナオ出身のプロ野球選手（投手）。右投右打。MLBのアリゾナ・ダイヤモンドバックス所属。

## 経歴
2018年3月にアマチュア・フリーエージェントでアリゾナ・ダイヤモンドバックスと契約してプロ入り。契約後、傘下のルーキー級ドミニカン・サマーリーグ・ダイヤモンドバックスでプロデビュー。15試合（先発12試合）に登板して0勝5敗、防御率7.57、30奪三振を記録した。
2019年はルーキー級ドミニカン・サマーリーグ・ダイヤモンドバックス、ルーキー級アリゾナリーグ・ダイヤモンドバックス、パイオニアリーグのルーキー級ミズーラ・オスプレイでプレーし、2チーム合計で18試合（先発10試合）に登板して1勝3敗1セーブ、防御率2.89、78奪三振を記録した。
2020年はCOVID-19の影響でマイナーリーグの試合が開催されなかったため、公式戦の登板は無かった。
2021年はA級バイセイリア・オークスでプレーし、7試合に先発登板して1勝3敗、防御率6.65、24奪三振を記録した。
2022年はルーキー級アリゾナ・コンプレックスリーグ・ダイヤモンドバックス（レッド及びブラック）、A+級ヒルズボロ・ホップス、AA級アマリロ・ソッドプードルズ、AAA級リノ・エーシズでプレーし、5チーム合計で20試合に登板して3勝3敗セーブ、防御率3.32、62奪三振を記録した。オフにはアリゾナ・フォールリーグに参加し、ソルトリバー・ラフターズに所属した。11月15日にはルール・ファイブ・ドラフトでの流出を防ぐために40人枠入りした。
2023年はAAA級リノで開幕を迎えた。6月27日にメジャー初昇格を果たしたが、登板機会が無いまま29日にAAA級リノへ降格した。その後、7月7日に再昇格すると、同日のピッツバーグ・パイレーツ戦でメジャーデビュー。この年メジャーでは10試合に登板して1セーブ、防御率12.60、14奪三振を記録した。
2024年は開幕ロースター入りした。シーズンを通してセットアッパーに定着した。64試合に登板し、防御率2.48を記録、ブレイクを果たした。
2025年は開幕直前にダイヤモンドバックスと5年1800万ドル＋球団オプション2年の長期契約を結んだ。

## 詳細情報

### 年度別投手成績
| 年 度    | 球 団    | 登 板 | 先 発 | 完 投 | 完 封 | 無 四 球 | 勝 利 | 敗 戦 | セ 丨 ブ | ホ 丨 ル ド | 勝 率 | 打 者 | 投 球 回 | 被 安 打 | 被 本 塁 打 | 与 四 球 | 敬 遠 | 与 死 球 | 奪 三 振 | 暴 投 | ボ 丨 ク | 失 点 | 自 責 点 | 防 御 率 | W H I P |
| -------- | -------- | ----- | ----- | ----- | ----- | -------- | ----- | ----- | -------- | ----------- | ----- | ----- | -------- | -------- | ----------- | -------- | ----- | -------- | -------- | ----- | -------- | ----- | -------- | -------- | ------- |
| 2023     | ARI      | 10    | 0     | 0     | 0     | 0        | 0     | 0     | 1        | 0           | ----  | 57    | 11.2     | 13       | 2           | 13       | 1     | 2        | 14       | 1     | 0        | 14    | 14       | 12.60    | 2.40    |
| 2024     | ARI      | 64    | 0     | 0     | 0     | 0        | 5     | 6     | 8        | 9           | .455  | 308   | 72.2     | 59       | 2           | 36       | 6     | 2        | 91       | 8     | 1        | 26    | 20       | 2.48     | 1.31    |
| MLB：2年 | MLB：2年 | 74    | 0     | 0     | 0     | 0        | 5     | 6     | 9        | 9           | .455  | 365   | 82.2     | 72       | 4           | 47       | 7     | 4        | 105      | 9     | 1        | 40    | 34       | 3.70     | 1.44    |

- 2024年度シーズン終了時

### 背番号
- 63（2023年 - ）